# 緒川城

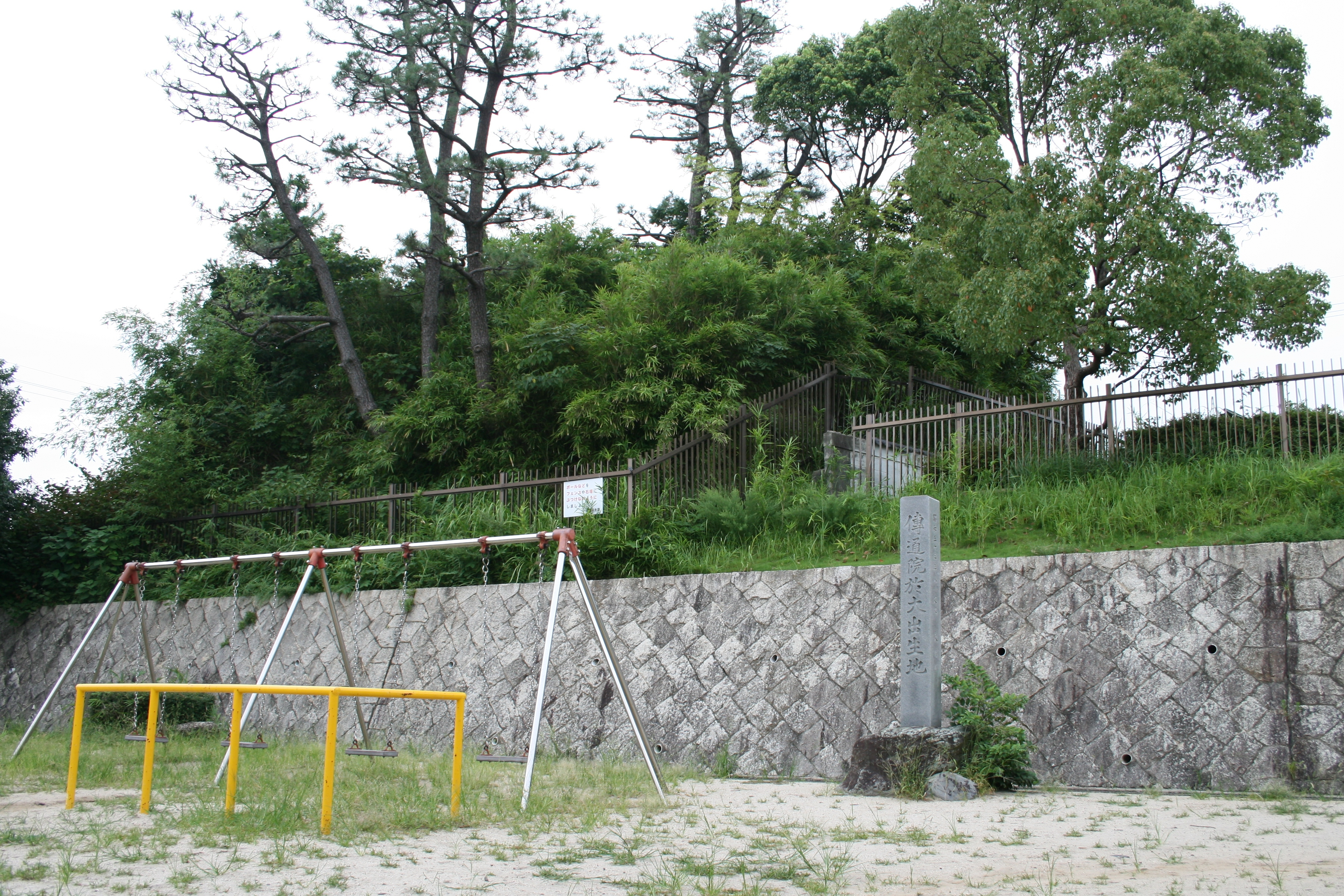
公園と城址

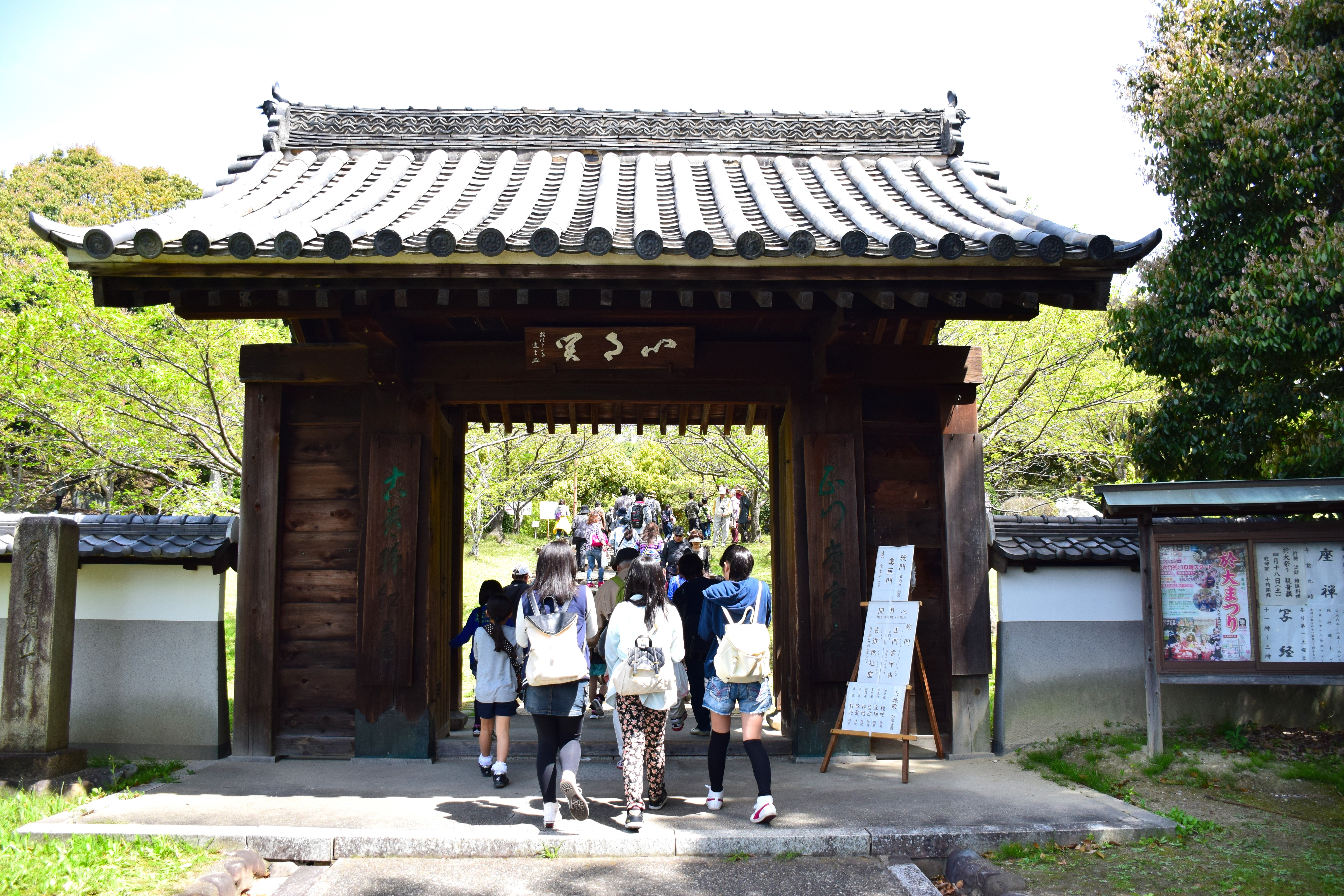
緒川城から移築されたと伝わる乾坤院の総門

緒川城（おがわじょう）は、尾張国知多郡小河（現愛知県知多郡東浦町緒川）にあった日本の城。城跡は「緒川城址」として東浦町指定史跡。別名は小川城。

## 歴史
小河重房の屋敷跡（高藪城）を、文明年間（1469年－1487年）に水野貞守（小河貞守）により築城。のち賢正、清忠、忠政、信元と続いた。天正8年（1580年）の水野忠守の入城に際し、居所の移転がなされる。慶長6年（1601年）に緒川藩が成立、水野分長が城主となるが、新城藩移封に伴い、慶長7年（1606年）に廃城となる。

## 構造
南から北に、出丸、二つに区切られた主郭、家臣の屋敷、忠守および分長の居城となった曲輪群からなる。貞守の築城による主郭およびその周囲の曲輪を「緒川古城」と称し、忠守らの居城区域を「高薮城」もしくは「緒川新城」と呼ぶことがある。それぞれ現在の東浦町緒川字古城と緒川字屋敷三区に相当する。

## 遺構
「緒川古城」の主郭は児童公園となっており、僅かに北側の土塁の一部が残存する。土塁に隣接して「緒川城址」の石標と城趾全体の縄張り図を含む案内板がある。古来、この場所は日本武尊の東征の折に走水で入水した弟橘姫の父である穂積忍山宿禰の古墳跡との伝承がある。
「高薮城」周辺は一面宅地となり、当時の面影をとどめていない。かつては石碑（愛知県）が建てられていたが、今は東浦町役場の北に移動されている。ただし、水野氏菩提寺の乾坤院の総門は「緒川新城」廃城の後に移築されたもので、現存する唯一の建物であるとの伝承が同寺にある。

## アクセス
- JR武豊線 緒川駅より徒歩で約15分。住宅街の一角にあり駐車場は無い。